# ایلانت-سو-تولان
ایلانت-سو-تولان (به فرانسوی: Aillant-sur-Tholon) یک کمون در فرانسه است که در Canton of Aillant-sur-Tholon واقع شده‌است.

## خصوصیات
ایلانت-سو-تولان ۱۸٫۲۰ کیلومترمربع مساحت و ۱٬۴۷۵ نفر جمعیت دارد.